# Mbogwe (Nzega)
Mbogwe ist ein städtischer Verwaltungsbezirk (englisch Ward) des Distrikts Nzega (TC) in der tansanischen Region Tabora.

## Geografie
Mbogwe ist ein Bezirk im westlichen zentralen Hochland von Tansania im Nordosten der Distrikthauptstadt Nzega und etwa 110 Kilometer Luftlinie nordöstlich der Regionshauptstadt Tabora. Der Bezirk liegt in etwa 1200 Meter Seehöhe. Bei der Volkszählung 2022 lebten 8024 Menschen in 1417 Haushalten auf einer Fläche von 91 Quadratkilometern.
Der Bezirk grenzt von Nordwesten bis Nordosten an den Distrikt Nzega (DC) und sonst an drei Bezirke des Distrikts Nzega (TC).
| Lusu   | Mwasala                                     | Wela   |
| Uchama | Kompassrose, die auf Nachbargemeinden zeigt |        |
|        | Kitangili                                   | Miguwa |

## Gliederung
Der Bezirk besteht aus zwei Gemeinden (swahili Mtaa) mit 29 Orten (Kitongoji):
| Mbogwe - Budutu - Kalangale - Mbogwe Kati - Mbogwe Kusini - Selengeti - Mwakabilu - Mwitinde - Bugegelema - Budoke - Mwakidimu - Mwangongo - Mwanubila - Shapela - Bunonga - Mwanhwili | Nhobola - Nhobola - Mwanshina Mashariki - Mwanshina - Shikungu - Mwampela - Bukigija - Mwamagale - Mlimani - Misana - Mwanyagula Kati - Mwanyagula Magharibi - Mwakadidi - Mwamashimba - Isambalilo |

## Infrastruktur
- Bildung: Die Bugwandege Secondary School ist eine staatliche weiterführende Tagesschule mit einer Ausbildung bis zur 4. Stufe.[8]
- Gesundheit: In der Gemeinde Nhobola liegt eine öffentliche Apotheke.[9]